# Лапы
Лапы (пол. Łapy) — город в Польше, входит в Подляское воеводство, Белостокский повят. Административный центр городско-сельской гмины Лапы.

## География
Город находится на северо-востоке Польши в юго-западной части Белостокского повята на реке Нарев.
По состоянию на 1 января 2016 года площадь города составляет 12,14 км².

## История
1 января 1925 года Лапы получает статус города.
В результате присоединения Западной Белоруссии к СССР в 1939 году вошёл в состав Белорусской ССР и стал центром Лапского района Белостокской области. В 1944 году город и район были возвращены в состав Польши.

## Население
По состоянию на 1 января 2016 года население города составляло 15812 человек, плотность населения — 1302,47 чел/км².

## Известные люди
- Константин, Минай и Елисей Кричевцовы (ум. 1941) — советские танкисты-асы, погибли под городом Лапы
- Лапиньский, Томаш (р. 1969) — польский футболист.